# Nanette Drazic
Nanette Drazic, née le 3 juin 1980 à Amsterdam,, est une actrice et doubleuse néerlandaise.

## Filmographie

### Cinéma et téléfilms
- 2006 : Koppels (nl) : Femke
- 2006 : Lotte : Beatrijs Valkenburg
- 2008 : The Cult of Sincerity (en) : Tonya
- 2009 : 'Bob et Bobette - Les diables du Texas : Wiske
- 2010 : Triade : Willemijn
- 2010 : De Troon (nl) : Anna Pauwlona
- 2010 : Collapsus : Vera
- 2010 : Briefgeheim (nl) : Zlatka
- 2010 : Damn It Andy : Joanna
- 2011 : Midzomernacht (nl) : Evelien
- 2011 : Overspel (nl) : Mireille
- 2012 : De verbouwing : Maugosha
- 2012 : De Marathon (nl) : La prostituée
- 2013 : Moordvrouw : Anika Pavlovic
- 2013 : Flikken Maastricht : Christa Geurtsen
- 2013 : De Meisjes van Thijs (nl) : Liene
- 2014 : Celblok H (nl) : Mme Hendriks
- 2014 : Fashion Planet (nl) : Anita
- 2015 : The Paradise Suite : Maître Lukas
- 2016 : Under pyramiden (sv) : Ruth
- 2017 : Brussel : Anica
- 2017 : Dokter Tinus : Esmeralda Duvekot